# Каплуновський Андрій Васильович
Андрі́й Васи́льович Каплуно́вський (нар. 18 квітня 1986 — 19 серпня 2015) — лейтенант Збройних сил України, учасник російсько-української війни.

## Життєпис
Народився 1986 року у місті Київ; закінчив Національний транспортний університет, працював у магазині «Практикер».
26 січня 2015 року мобілізований, був призваний слухачем до Академії Сухопутних військ. Лейтенант, начальник інженерної служби-командир саперного взводу 15-го окремого мотопіхотного батальйону.
19 серпня 2015 року саперна група з 4 осіб наразилася на розтяжку під час виконання бойового завдання поблизу села Оріхове Попаснянського району. Загинули старший солдат Андрій Балишов і Андрій Каплуновський, ще одного вояка у важкому стані доправлено до лікарні Сіверськодонецька.
Похований на Братському кладовищі у Києві.
Без Андрія лишились мама та сестра.

## Нагороди та вшанування
За особисту мужність, сумлінне та бездоганне служіння Українському народові, зразкове виконання військового обов'язку відзначений — нагороджений
- орденом Богдана Хмельницького ІІІ ступеня (1.3.2016, посмертно)[1]